# Jeffery 40 HP
Jeffery 40 HP ist ein Personenkraftwagen. Hersteller war die Thomas B. Jeffery Company aus den USA.

## Beschreibung
Der Hersteller hatte seine Fahrzeuge bis zum Modelljahr 1914 als Rambler angeboten und wechselte dann zum Markennamen Jeffery. Der 40 HP war eines von drei Modellen im ersten Verkaufsjahr.
Er hat einen Vierzylinder-Reihenmotor mit Wasserkühlung. 3,75 Zoll (95,25 mm) Bohrung und 5,25 Zoll (133,35 mm) Hub ergeben 3801 cm³ Hubraum. Er leistet 40 PS und ist mit 22,5 HP nach der A.L.A.M.-Formel eingestuft. Er ist vorn längs im Fahrgestell eingebaut und treibt über ein Vierganggetriebe die Hinterachse an.
Das Fahrgestell hat 2946 mm Radstand und 1422 mm Spurweite. Der Hersteller gab ein Leergewicht von 1270 kg an, wobei unklar bleibt, für welche Karosseriebauform das galt.
1914 standen Tourenwagen und Limousine mit jeweils fünf Sitzen im Angebot. 1915 blieb der Tourenwagen unverändert, während die Limousine mit vier und mit sieben Sitzen angeboten wurde und zweisitzige Roadster sowie All-Wheather dazu kamen. Im letzten Verkaufsjahr 1916 waren die Tourenwagen und Limousinen mit fünf und mit sieben Sitzen erhältlich und ein dreisitziger Roadster.
1917 folgte Jeffery Model 472.
Im Oktober 2012 wurde ein erhaltener Tourenwagen von 1914 für 40.700 US-Dollar versteigert.